# Claude-Mathias-Joseph de Barral
Pour les articles homonymes, voir Famille de Barral et Barral.
Claude-Mathias-Joseph de Barral (né à Grenoble en Isère le 6 septembre 1714 - Meaux le 
1er février 1803), ecclésiastique français qui fut abbé et évêque de Troyes de 1761 à 1790.

## Biographie
Claude-Mathias-Joseph de Barral est l'un des quatorze enfants de Joseph de Barral, Marquis de la Bâtie d'Arvillard, Maître de Forges et Seigneur d'Allevard, Président à mortier du Parlement de Grenoble et de Marie Françoise Blondel. Il est le frère cadet de Jean-Sébastien de Barral.
Destiné comme son frère à l'Église, il effectue une longue carrière ecclésiastique. Vicaire-général de l'archevêque d'Embrun il est aumônier du roi. De 1739 à 1773, il est prieur commandataire du prieuré de Vif. Lorsque son frère Jean-Sébastien de Barral est nommé évêque de Castres en 1752 il lui succède comme 60e et dernier abbé commendataire de Saint-Géraud d'Aurillac et comme dernier Prieur également commendataire de Notre-Dame de Montdidier et du prieuré de Saint-Pierre d'Allevard.
Il est nommé évêque de Troyes le 8 janvier, confirmé le 16 février et sacré par l'archevêque de Sens Paul d'Albert de Luynes le 29 mars 1761. Le 22 décembre 1790 il résigne son évêché en faveur de son neveu et coadjuteur depuis 1788 Louis-Mathias de Barral qui refuse de prêter le serment à la Constitution civile du clergé et se démet en 1791. Lorsque ce dernier devient après le Concordat, évêque de Meaux il le suit dans cette ville où il meurt sénile à l'âge de 88 ans.

### Sources
- (en) Catholic-hiearchy.org. Bishop:  Claude-Mathias-Joseph de Barral.
- Jean Charles Courtalon-Delaistre, Topographie historique de la ville et du diocèse de Troyes, vol. 1, Veuve Gobelet à Troyes & Antoine Fournier à Paris, 1783, p482.